# Farmaciola
Es denomina farmaciola un element destinat a contenir els medicaments i utensilis indispensables per a donar els primers auxilis o per a tractar malalties comunes. La disponibilitat d'una farmaciola sol ser prescriptiva en àrees de treball.
Generalment es disposa dins d'una capsa o un altre continent capaç de ser transportat, però també s'aplica el terme a una instal·lació fixa situada en una àrea d'atenció a la salut.

## La farmaciola familiar
La farmaciola familiar conté els medicaments i els utensilis indispensables per a tractar les malalties de la vida quotidiana. Durant les vacances, els diversos elements que integren una farmaciola familiar poden variar segons la funció i el lloc triat (mar, muntanya, camp, país amb condicions sanitàries limitades).
És important tindre en compte la presència de xiquets menuts (i en aquest cas, és aconsellable que els medicaments siguin d'ús pediàtric, per a evitar sobredosi), les sensibilitats de cada familiar i les al·lèrgies (medicaments aparentment tan innocus com l'àcid acetilsalicílic poden provocar al·lèrgies). En tots els casos, convé llegir bé les indicacions dels medicaments i comprovar-ne la data de caducitat.

### Medicaments d'una farmaciola familiar
- Àcid acetilsalicílic i paracetamol. Ambdós medicaments poden alleujar molèsties xiques (p. ex., dolor de queixals, adoloriments, colp de calor, mal de cap, febre). Hi ha presentacions adaptades per a xiquets (gotes, supositoris) en les quals la dosi ja està preparada, atès que en els comprimits tradicionals és excessiva. En cas de dolor localitzat en les extremitats (colzes, genolls, turmells, etc.) és preferible utilitzar pomades o gels analgèsics. Si els símptomes persisteixen o el dolor augmenta, cal consultar amb un metge.

- En un viatge cal portar en la farmaciola una quantitat suficient de medicaments per a tot el viatge (anticonceptius, tractaments crònics, etc.).

## La farmaciola bàsica
Què és una farmaciola?

Una farmaciola pot ser qualsevol armari, caixa o maleta que pugui contenir els medicaments i el material sanitari necessari per a poder atendre i alleugerir petites molèsties, símptomes lleus o trastorns menors, en les condicions necessàries.
Sigui quin sigui el contenidor del material, caldrà que estigui convenientment identificat.
On s'ha d'instal·lar?

Cal instal·lar-la en un lloc idoni, amb temperatura i humitat poc elevades i protegida de la llum.
Contingut bàsic

El contingut d'una farmaciola s'ha d'adaptar a la finalitat per a la qual ha estat creada. És diferent una farmaciola familiar que la que hi ha d'haver en una fàbrica, una escola o un club d'esport.
En general, però, podem dir que el contingut bàsic d'una farmaciola és el següent:

Medicaments
- alcohol
- aigua oxigenada
- analgèsics i antitèrmics
- laxants
- antidiarreics
- antiàcids
- antial·lèrgics
- antitussígens
- mucolítics i expectorants
- cicatritzants
- antisèptics per a la faringe
- solució antisèptica (tintura de iode / povidona iodada)

Material sanitari 
- cotó hidròfil
- compreses de gasa (estèril)
- benes de gasa (de diferents mides)
- bena elàstica
- esparadrap (de roba, de paper i hipoal·lèrgic)
- tiretes cicatritzants (sutures cutànies)
- tisores de punta rodona
- pinces
- termòmetre
- apòsits desinfectants

Llistat de telèfons d'urgència

. Telèfon únic d'emergències 112

. Bombers de la Generalitat 080

. Centre d'Informació Toxicològica BCN 93 317 44 00

. Centre d'Informació Toxicològica Madrid (24h) 91 562 04 20

. Mossos d'Esquadra 088

. Guàrdia Civil 062

. Policia Nacional 091 

. Urgències sanitàries 061 

Recordi: Una farmaciola ha d'estar sempre tancada però ha de tenir un sistema d'obertura fàcil i ha d'estar fora de l'abast dels nens.
Què NO hi ha d'haver en una farmaciola?

- Medicaments caducats.
- Medicaments que ens van receptar fa molt temps.
- Medicaments en mal estat.
- Solucions extemporànies: suspensions extemporànies i fórmules magistrals.
- Medicaments sense prospecte ni envàs original.
- Preparats oficinals sense data de caducitat.
- Termòmetre que no funcioni.
- Tisores rovellades.
- Pinces rovellades

Manteniment de la farmaciola

Cal fer una revisió periòdica de contingut mínim dues vegades l'any. Cal conservar els envasos originals i els corresponents prospectes i eliminar els medicaments caducats, però no llençar-los a les escombraries. La millor opció seria dur-los a la farmàcia.

Font: Col·legi de Farmacèutics de Barcelona